# شركة أكسل شبرينقر
شركة أكسل شبرينقر هي أكبر شركة نشر صحف وتوزيع في ألمانيا، تأسست عام 1946 عن طريق مؤسسها ومالكها أكسل شبرينقر، مقر الشركة برلين ولها فروع أخرى في كل من مدينة هامبورغ وميونخ.

## وصلات خارجية
- الموقع الرسمي